# Pacyfikacja

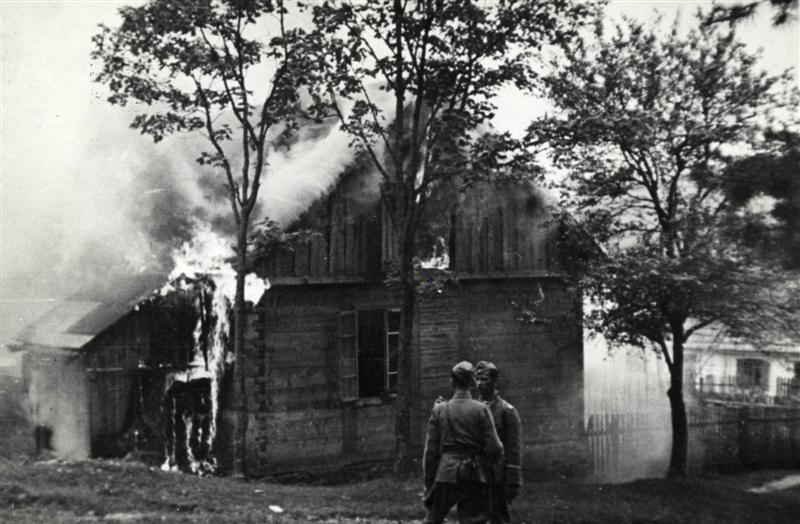
Pacyfikacja Michniowa przez policję niemiecką 12 lipca 1943

Pacyfikacja (od łac. pax „pokój”) – uspokojenie, wprowadzenie pokoju.
Termin ma kilka znaczeń:
1. Tłumienie – przemocą bądź innymi środkami przymusu bezpośredniego – manifestacji, powstania, buntu itp.
2. Użycie sił zbrojnych (wojska, żandarmerii, policji) w celu stłumienia niepokojów i przejawów niezadowolenia bądź oporu wobec władzy (np. Akcja „Wisła” w 1947 roku na terenie południowo-wschodniej Polski).
3. Ekspedycja karna okupanta na określonym terytorium, której celem jest masakra ludności cywilnej; stosowana na szeroką skalę na ziemiach polskich przez okupanta niemieckiego w latach 1939–1945. Pacyfikacje przeprowadzały najczęściej oddziały żandarmerii wojskowej, policji i SS, czasami również Wehrmachtu. Najbardziej znane pacyfikacje na ziemiach polskich to te w miejscowościach: Borów, Cyców, Huta Pieniacka, Jamy, Kajetanowice, Kaszyce, Kitów, Krasowo-Częstki, Krusze, Kulno, Lipniak-Majorat, Łążek, Michniów, Milejów, Mrozy, Ochotnica Dolna, Olszanka, Rajsk, Różaniec, Skłoby, Smoligów, Sochy, Sumin, Szczecyn, Wanaty, Stróżki, Torzeniec i wiele innych. Według szacunkowych obliczeń[jakich?] pacyfikacje na ziemiach polskich w latach 1939–1945 pochłonęły ok. 20 tysięcy istnień ludzkich[potrzebny przypis].

W Rzeczypospolitej Obojga Narodów używano określenia w pierwotnym łacińskim znaczeniu por. Sejm pacyfikacyjny.